# ムーンスパイラル
『ムーンスパイラル』は、1996年5月7日から5月21日にかけて日本テレビ系で放送された円谷プロダクション制作の特撮テレビドラマ。深夜番組枠『NEO HYPER KIDS』内で放送された。

## 概要
1999年、ノストラダムスの詩集『諸世紀』に記された四行詩の滅びの予言を実現するべく暗躍する謎の組織「ムーンスパイラル」と戦う捜査官・八股傑作とその娘・ちひろの活躍を描く。山田まりやの女優デビュー作。
当時話題になっていたノストラダムスの予言をストーリーの中心に据え、ヒーローが登場しない深夜枠のSFドラマとして制作された。放送時のキャッチコピーは「1990年代のウルトラQ」だが、レギュラーの悪役が登場するなど『ウルトラQ』のイメージとかけ離れた設定も目立つ。本作品は『Xファイル』や『NIGHT HEAD』などからなる当時のSFミステリードラマブームに対するの円谷プロダクションからの回答であったとしている。
本作品は『ウルトラセブン 太陽エネルギー作戦』（1994年、日本テレビ）で脚本を務めた右田昌万が、同作で繋がりのできた日本テレビのプロデューサーに対して企画を提案することを円谷昌弘に進言したことがきっかけで製作された。日本テレビのスタッフも当時自分たちのやりたいことをできずにいたためこの企画に飛びついてきたというが、本作品のみでは枠を確保できないため『NEO HYPER KIDS』枠での放送となった。
ビデオ発売と同時期に第2シーズンの放送も予定されていたが、実現しなかった。企画書では登場人物の背景や未登場キャラクターが設定されており、「宇宙船 YEAR BOOK 1997」に掲載されている。
本作品がきっかけで円谷プロダクションとバップの親好が深まり、オリジナルビデオ『平成ウルトラセブン』シリーズの製作へと繋がった。

## スタッフ
- 監修：円谷一夫（円谷プロ）
- 企画・プロデューサー：円谷昌弘（円谷プロ）、塩谷憲昭（日本テレビ）、前田伸一郎（日本テレビ）、近貞博（バップ）
- 脚本：岡田一八、酒井三保子、右田昌万
- 音楽：清水一登、れいち
- 音楽制作：円谷ミュージック、バップ
- 主題歌：「ムーンスパイラル」
  - 作詞：山田ひろし／作曲、編曲、歌：米川英之（バップ VPDC-20675）
- 撮影：大内一徹
- 撮影助手：柗山督
- VE：河合正人
- 照明：三浦弘
- 照明助手：小林瑞雪、加藤昭比古、
- 美術：井口昭彦、伊藤茂、嶋影一、岡村隆男、飯村進
- 持道具：恩田邦夫
- 録音：堀江二郎
- 録音助手：村田毅志、三澤武徳、小野浩志
- 助監督：満留浩昌、菊地雄一
- スクリプター：黒河内美佳
- 編集：佐藤康雄
- ライン編集：金武憲二
- スタイリスト：篠塚奈美、若井律子
- メイク：伊藤聖子
- メイク助手：斉藤万里子、樋沼弥生
- スチール：渡辺亨
- 車両：鈴木雅巳、長野健二、赤羽根清志
- 選曲：伊藤克己
- 効果：須藤輝義
- MA：松本能紀
- 製作デスク：八木理恵子
- 営業担当：笈田雅人
- 広報：立柗典子
- 制作担当：程塚貞男
- 制作進行：斉藤玉恵、渋谷浩康、数間かおり
- ロゴデザイン：丸山浩
- 監督：円谷昌弘、夢野ケン、高野敏幸
- チーフディレクター：満田かずほ（ビデオオリジナル）
- ディレクター：八木毅（ビデオオリジナル）
- シナリオ：右田昌万（ビデオオリジナル）
- 企画制作：日本テレビ、バップ
- 製作：円谷プロダクション

## 出演
- 八股傑作：宮坂ひろし
- 八股ちひろ：山田まりや
- 沢尻透：天本英世
- 金子満：大滝明利
- 一条ひかり：小柳恵美
- 三鷹かすみ：須賀由美子
- スパイラル：三宅敏夫、森英二、外島孝一、金光大輔、中元和幸
- 舞宙月光：萬野展

### ゲスト
- 女性レポーター：大神いずみ（日本テレビ / 1）
- 改造人間：横尾和則（1）
- 白崎：吉田朝（2）
- 吉野健一：古賀清（2）
- 須藤由美子：佐藤勝英（2）
- 受付嬢：藤崎由美（2）
- ホステス：大地輪子（3）
- おばさん：記平佳枝（3）
- うぐいす嬢：井沢希旨子（3）

### ビデオオリジナル・ゲスト
- お母さん：桜井浩子
- お父さん：鹿島信哉
- ぼく：長瀬優秀
- おばあちゃん：川名美也子
- 老いた男：打出親吾

## 放送リスト
| 話数 | 放映日         | サブタイトル           | 脚本       | 監督     |
| ---- | -------------- | ---------------------- | ---------- | -------- |
| 1    | 1996年5月7日   | 人間改造               | 岡田一八   | 円谷昌弘 |
| 2    | 1996年5月14日  | 異様な小鳥たち         | 酒井三保子 | 夢野ケン |
| 3    | 1996年5月21日  | 天使の囚人             | 右田昌万   | 高野敏幸 |
| 4    | 2018年10月21日 | 赤巻紙、青巻紙、黄巻紙 | 右田昌万   | 八木毅   |

## 映像ソフト
- 1996年9月1日に、バップからVHSとレーザーディスクが発売された[2]。全4話とメイキングを収録[1]。全1巻[2]。